# 1502
- Wikisource

| Calendário gregoriano                                                        | 1502 MDII                                             |
| Ab urbe condita                                                              | 2255                                                  |
| Calendário arménio                                                           | 951 – 952                                             |
| Calendário bahá'í                                                            | -342 – -341                                           |
| Calendário budista                                                           | 2046                                                  |
| Calendário chinês                                                            | 4198 – 4199 Início a 8 de fevereiro (aproximadamente) |
| Calendário copta                                                             | 1218 – 1219                                           |
| Calendário etíope                                                            | 1494 – 1495                                           |
| Calendários hindus - Vikram Samvat - Calendário nacional indiano - Cáli Iuga | 1557 – 1558 1423 – 1424 4602 – 4603                   |
| Calendário Holoceno                                                          | 11502                                                 |
| Calendário islâmico                                                          | 908 – 909                                             |
| Calendário judaico                                                           | 5262 – 5263                                           |
| Calendário persa                                                             | 880 – 881                                             |
| Calendário rúnico                                                            | 1752                                                  |
| Calendário solar tailandês                                                   | 2045                                                  |

1502 (MDII, na numeração romana) foi um ano comum do século XVI do Calendário Juliano, da Era de Cristo, a sua letra dominical foi B (52 semanas), teve início a um sábado e terminou também a um sábado.
| Ano completo                   |
| ------------------------------ |
| Ano comum com início ao sábado |

## Eventos
- Carta do rei a Simão Gonçalves da Câmara sobre o montante dos terrenos cedidos à Câmara do Funchal.
- Vasco da Gama funda a colónia portuguesa de Cochim, na Índia
- Vasco da Gama é o primeiro europeu a avistar as ilhas Seychelles, nomeando-as Ilhas Amirante (ilhas do Almirante) em honra de si próprio.
- Miguel Corte-Real parte para a Nova Inglaterra em busca do seu irmão Gaspar.
- Fernão de Noronha descobre as ilhas que mantêm o seu nome, Fernando Noronha, em Pernambuco.
- Moctezuma II, governante asteca, inicia seu governo.
- Petição dos moradores do Funchal de extinção das alfândegas de Santa Cruz e Machico.

### Janeiro
- 1 de janeiro - Navegadores portugueses exploram a Baía da Guanabara e confundem-na com a foz de um rio, chamando-a de Rio de Janeiro, por sua vez, o nome da atual segunda cidade mais populosa do Brasil.
- 6 de janeiro - Descoberta da baía de Angra dos Reis, no Rio de Janeiro, pela expedição de Gonçalo Coelho, que recebe esse nome em homenagem a visita dos Três Reis Magos ao menino Jesus comemorada nesse dia.

### Fevereiro
- 12 de fevereiro
  - Vasco da Gama com 15 navios e 800 homens parte de Lisboa, Portugal, na sua segunda viagem à Índia.
  - Elevação a vila da freguesia do Porto Judeu, ilha Terceira, por Carta-Régia do rei D. Manuel I de Portugal.

### Maio
- 9 de maio - Cristóvão Colombo parte para a sua quarta viagem ao Novo Mundo.

### Julho
- 1 de julho - Elevação da freguesia da Calheta à categoria de vila e município.

### Novembro
- 15 de novembro - Carta régia recomendando aos moradores do arquipélago da Madeira que utilizassem cinza para combater o bicho da cana-de-açúcar.

## Nascimentos
- 7 de janeiro - Papa Gregório XIII, responsável pela introdução do calendário gregoriano em 1582 (m. 1585).
- 2 de fevereiro - Damião de Góis - Historiador português (m. 1574).
- 6 de junho - Rei João III de Portugal.
- Ana Bolena - Segunda mulher do rei Henrique VIII de Inglaterra.
- Pedro Nunes - Astrónomo e matemático português (m. 1578).
- Cuauhtémoc - Último imperador asteca, sobrinho de Moctezuma II.

## Mortes
- 2 de abril - Artur, Príncipe de Gales; o futuro Henrique VIII de Inglaterra torna-se herdeiro da coroa

## Por tema
- 1502 no Brasil